# Stefan Spinler
Stefan Spinler (* 1970) ist ein deutscher Logistikwissenschaftler. Am 1. Januar 2009 hat er den Lehrstuhl für Logistikmanagement, Stiftungslehrstuhl der Kühne-Stiftung an der WHU – Otto Beisheim School of Management übernommen.
Spinler habilitierte sich am Lehrstuhl für Produktionsmanagement der WHU und hatte den Lehrstuhl für Logistik und Informationsmanagement an der IU Bruchsal inne. Er forscht auf dem Gebiet des Operations Research und im Themenfeld „Optionen auf Kapazitäten“.